# Théâtre national Košice
Résidence
Le Théâtre national Košice (slovaque : Národné divadlo Košice) est situé dans le centre historique de Košice (Slovaquie), rue Hlavná. Ce monument a été construit dans le style néo-baroque d'après les plans d'Adolf Lang au cours des années 1879-1899 sur le lieu de l'ancien théâtre de 1788. La cérémonie d'ouverture eut lieu le 28 septembre 1899. À l'origine les pièces se jouaient en hongrois. L'intérieur du bâtiment est richement décoré avec des ornements de plâtre. La scène est en forme de lyre. Le plafond est décoré de scènes de tragédies de Shakespeare : Othello, Roméo et Juliette, Le Roi Lear et Le Songe d'une nuit d'été.
En 1999, il devient le "Théâtre d'État Košice", avant de retrouver son ancien nom le 1er mai 2023.

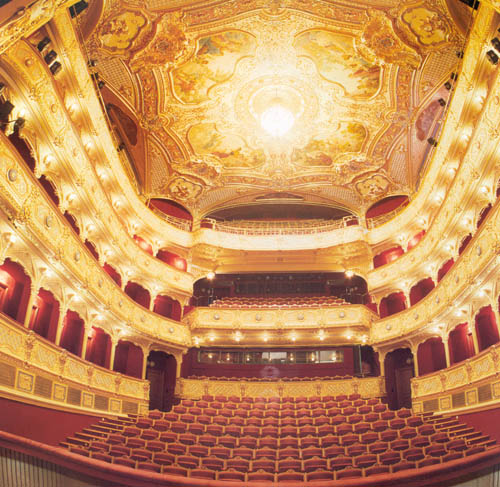
Intérieur
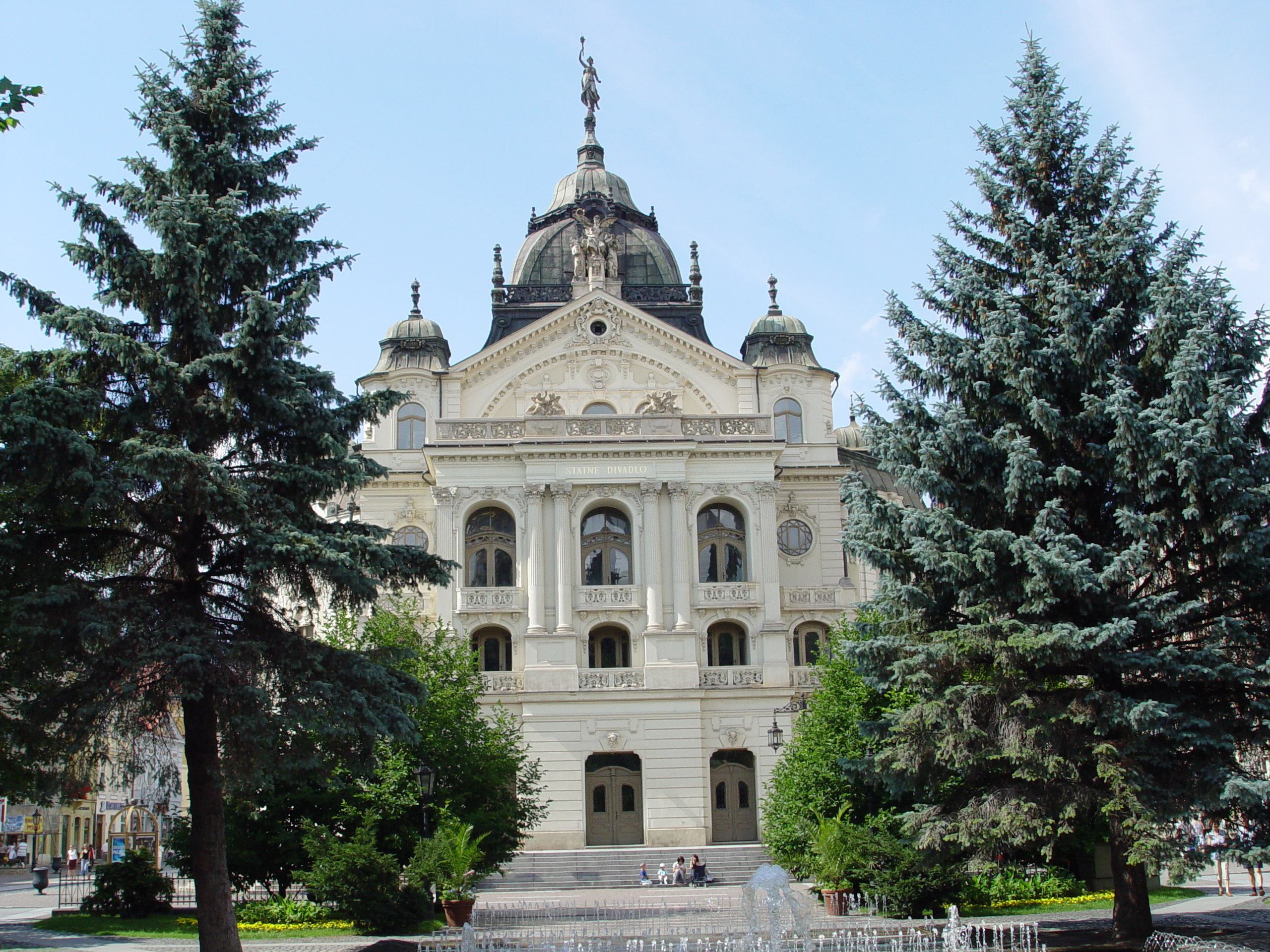
Vue depuis la Cathédrale Sainte-Élisabeth
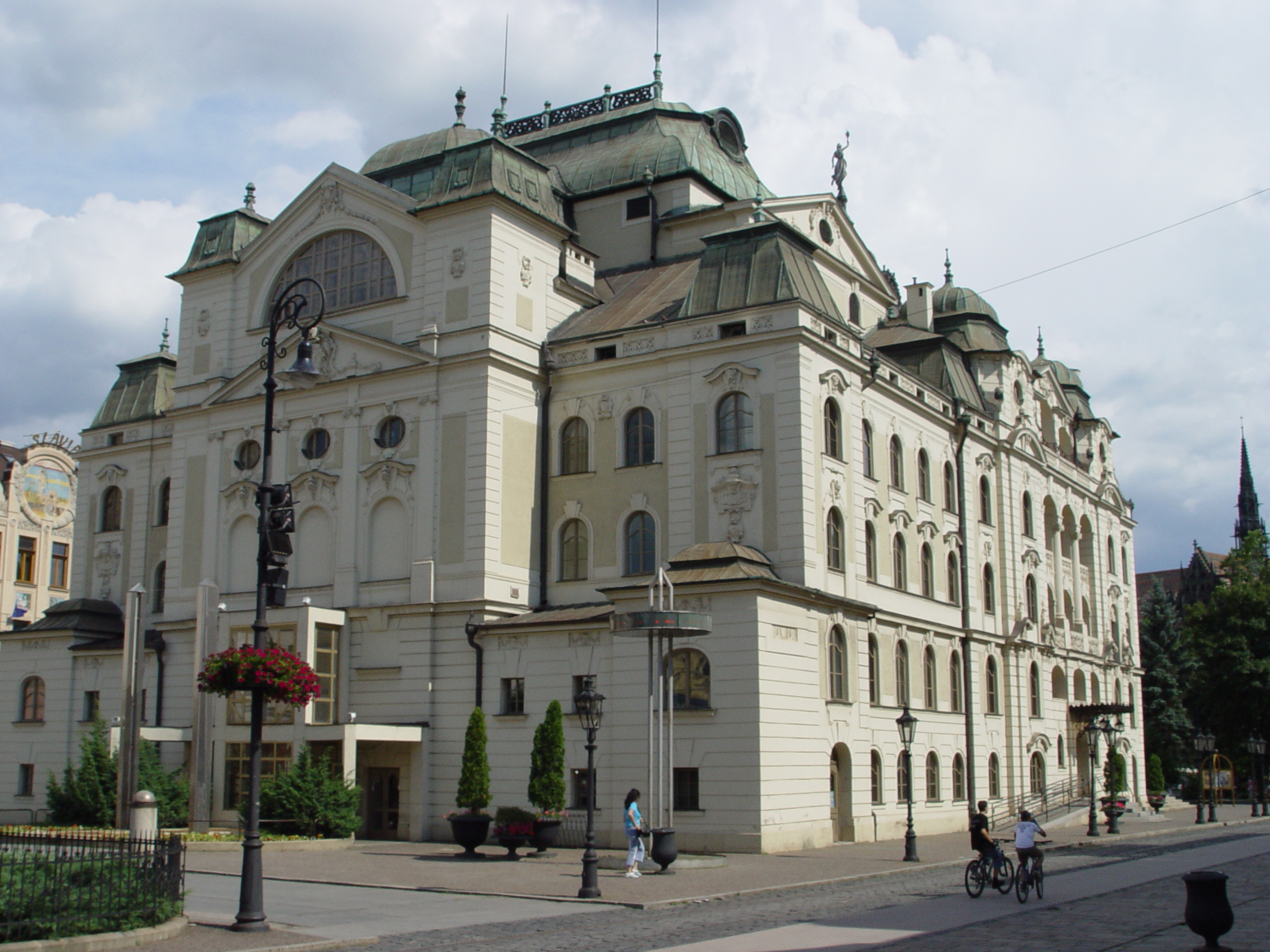
Vue du nord-ouest
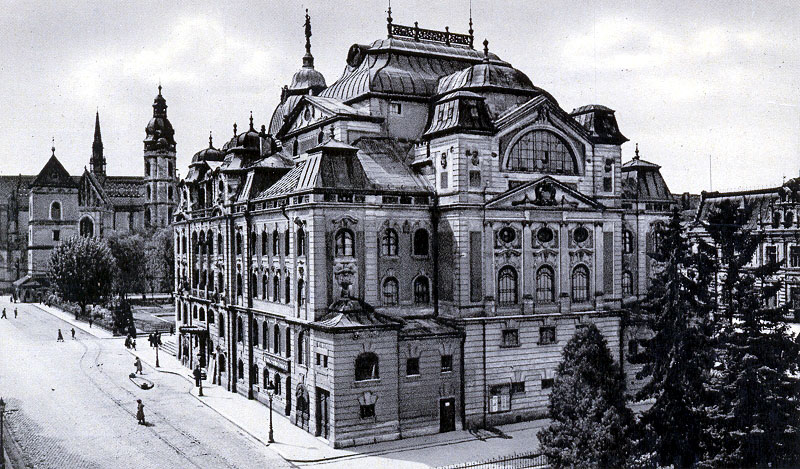
Le théâtre en 1900